# Hoptille
Hoptille is een buurtschap in de gemeente Leeuwarden, in de Nederlandse provincie Friesland. Hoptille ligt tussen Dronrijp en Hijlaard, bij een brug over de Bolswardertrekvaart.

## Geschiedenis
Hoptille werd in 1511 als Hoptilla aangeduid en later die eeuw al als Hoptille. Het tweede element (tille) van de plaatsnaam is het Friese woord voor een onbeweegbare brug. Het eerste deel is onduidelijk.
Aan de noordkant van de brug staat op de westoever een voormalig tolhuis uit 1652 (rijksmonument). Het pand is in het verleden onder andere ook in gebruik geweest als bakkerij.

## Fietsroute
Aan de zuidkant van de brug begint/eindigt een toeristische fietsroute over het voormalig jaagpad, richting het dorp Baard en uiteindelijk naar de stad Bolsward.

## Vernoeming
De gelijknamige straat in het Amsterdamse stadsdeel Zuidoost ontleent haar naam aan de buurtschap.

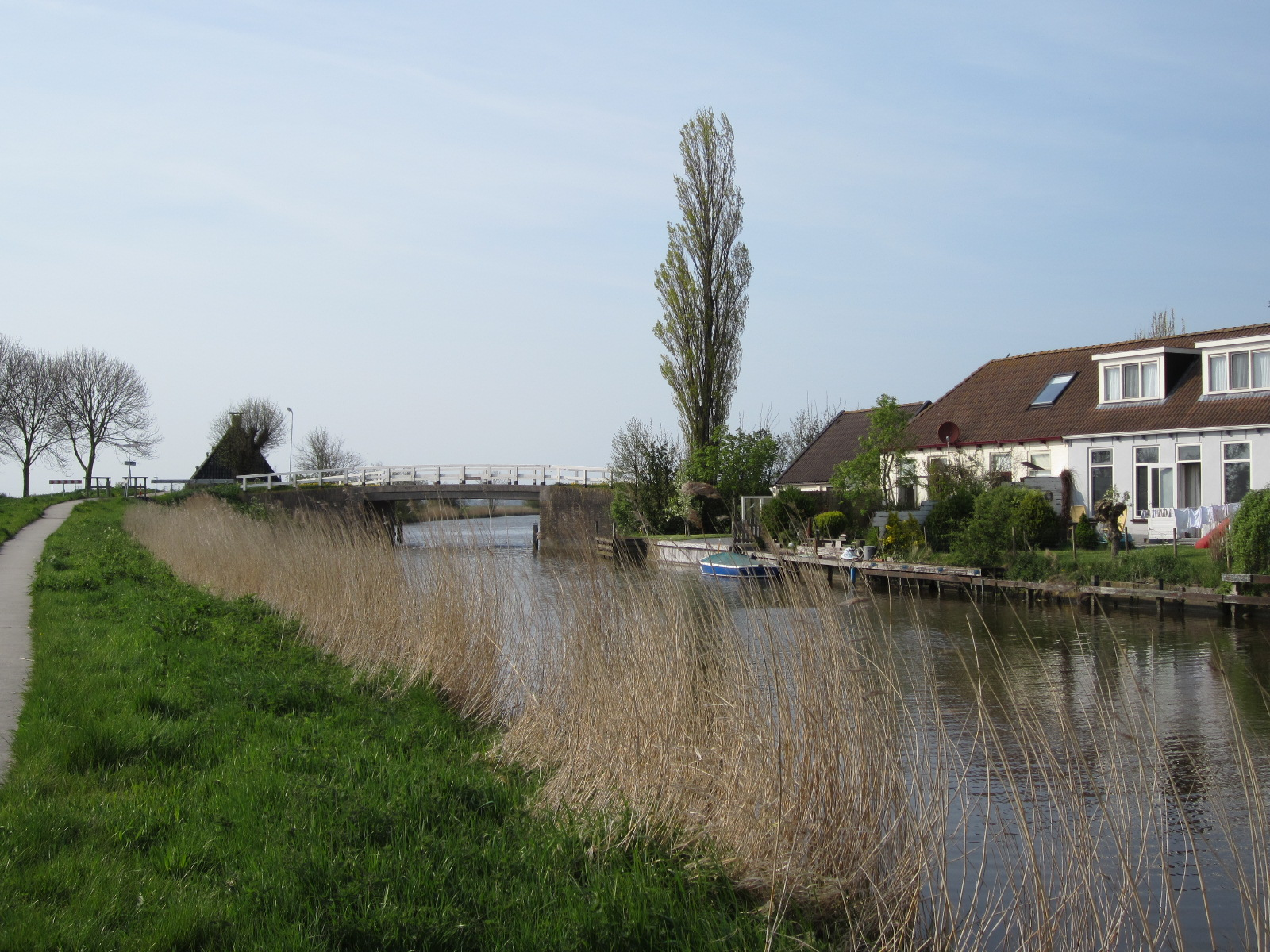
Bolswardertrekvaart bij Hoptille

Steden, dorpen en gehuchten: Aegum · Baard · Beers · Britsum · Cornjum · Finkum · Friens · Goutum · Grouw · Hempens · Hijlaard · Hijum · Huins · Idaard · Irnsum · Jellum · Jelsum · Jorwerd · Leeuwarden · Lekkum · Lions · Mantgum · Miedum · Oosterlittens · Oude Leije · Roordahuizum · Snakkerburen · Stiens · Swichum · Teerns · Warstiens · Wartena · Warga · Weidum · Wirdum · Wytgaard

Buurtschappen: Abbengawier · Angwier · Baardburen · Bartlehiem (deels) · Barrahuis · De Hem · Domwier · Fons · Groote Bontekoe · Gotum · Hezens · Horne · Hofland · Hoptille · Marwird · Midsburen · Naarderburen · Noordend · Oude Schouw (deels) · Rewerd (deels) · Schillaard · Schrins · Tichelwerk · Tjaard · Tjeintgum · Truurd · Tsienzerburen · Vensterburen · Vierhuis · Wammerd · Wiel · Wieuwens · Wilaard · Zuiderend

Voormalige buurtschappen: De Drie Romers · Hoek · Zuiderburen

Friesland: Steden en dorpen      Nederland: Provincies · Gemeenten